# Лази (Монецький повіт)
Лази (пол. Łazy) — село в Польщі, у гміні Ґоньондз Монецького повіту Підляського воєводства.
Населення — 101 особа (2011).
У 1975-1998 роках село належало до Ломжинського воєводства.

## Демографія
Демографічна структура станом на 31 березня 2011 року:
|          | Загалом | Допрацездатний вік | Працездатний вік | Постпрацездатний вік |
| -------- | ------- | ------------------ | ---------------- | -------------------- |
| Чоловіки | 52      | 7                  | 42               | 3                    |
| Жінки    | 49      | 16                 | 23               | 10                   |
| Разом    | 101     | 23                 | 65               | 13                   |